# David Flakus Bosilj
David Flakus Bosilj (Maribor, 1 de febrero de 2002) es un futbolista esloveno que juega en la demarcación de delantero para el Real Murcia C. F. de la Primera Federación, cedido por el CD Castellón.

## Trayectoria
Nacido en Maribor, Flakus Bosilj comenzó su carrera futbolística en las categorías inferiores del Pobrežje en su ciudad natal. En 2015, con apenas 13 años, ingreró en la academia juvenil de Malečnik, donde llegó hasta categoría juvenil en la temporada 2016-17, cuando se incorporó a los juveniles del NK Aluminij. 
El 10 de mayo de 2019, Flakus Bosilj hizo su debut profesional con el NK Aluminij en una derrota fuera de casa por 3-0 contra Rudar Velenje.
En la temporada 2019-20, formó parte de la plantilla del primer equipo del NK Aluminij, concluyendo la temporada con 16 partidos en la liga y contribuyendo al quinto puesto de su equipo.
El 20 de agosto de 2021, Flakus Bosilj firmó con el Hellas Verona de la Serie A y se unió a su equipo juvenil.
El 31 de agosto de 2022, fue cedido al NK Bravo esloveno.
El 11 de agosto de 2023, fue cedido por una temporada con opción de compra al De Graafschap. 
El 21 de agosto de 2024, Flakus Bosilj firma por el CD Castellón de la Segunda División de España.
El 21 de enero de 2025, firma por el Real Murcia C. F. de la Primera Federación, cedido por el CD Castellón.

### Selección nacional
Flakus Bosilj ha sido internacional con la sub-15, sub-16, sub-17, sub-18, sub-19 y sub-21.

## Clubes
| Club                                | País         | Año             | Partidos | Goles |
| ----------------------------------- | ------------ | --------------- | -------- | ----- |
| NK Aluminij                         | Eslovenia    | 2018-2021       | 58       | 21    |
| Hellas Verona                       | Italia       | 2021-2024       | 0        | 0     |
| NK Bravo (cedido)                   | Eslovenia    | 2022-2023       | 27       | 2     |
| De Graafschap (cedido)              | Países Bajos | 2023-2024       | 37       | 6     |
| CD Castellón                        | España       | 2024-actualidad | 10       | 1     |
| Real Murcia Club de Fútbol (cedido) | España       | 2025-actualidad |          |       |